# Eigil Jørgensen

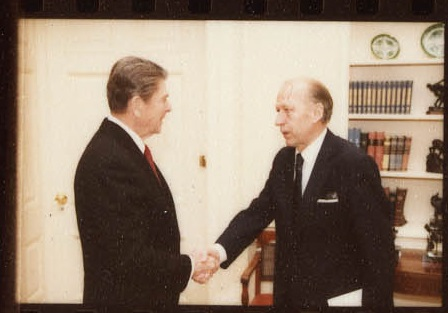
Ronald Reagan und Eigil Jørgensen (rechts) 1984

Eigil Jørgensen (* 26. Februar 1921 in Hule Mølle, Allerslev Sogn; † 5. Dezember 2014) war ein dänischer Diplomat.

## Werdegang
Jørgensen war Sohn des Politikers Jørgen Peder Laurids Jørgensen. Er trat 1953 in den auswärtigen Dienst seines Landes ein. 1965 wurde er Staatssekretär. Ab 1973 war er Botschafter in Bonn. Von 1983 bis 1989 war er Botschafter in Washington, D.C.

## Ehrungen
- Kommandeur des Dannebrogordens
- Kommandeur 1. Klasse des Nordstern-Ordens
- Großes Verdienstkreuz mit Stern und Schulterband der Bundesrepublik Deutschland